# Cupa României 2014-2015
La Cupa României 2014-2015 è la 77ª edizione della coppa nazionale, principale torneo a eliminazione diretta del calcio rumeno disputato tra il 16 luglio 2014 e il 31 maggio 2015. La squadra vincitrice è ammessa al terzo turno della UEFA Europa League 2015-2016. Il detentore è l'Astra Giurgiu.

## Formula
Il torneo si svolge con turni ad eliminazione diretta a partita unica tranne le semifinali, svolte con partite di andata e ritorno. Nella fase preliminare si incontrano i club delle serie inferiori mentre le squadre della Liga I giocano a partire dai sedicesimi di finale.

## Sesto turno
| Squadra 1              | Risultato       | Squadra 2           |
| ---------------------- | --------------- | ------------------- |
| 23 settembre 2014      |                 |                     |
| Șoimii Pâncota         | 1 – 2           | Pandurii            |
| Brăila                 | 0 – 1           | Oțelul Galați       |
| Rapid Suceava          | 1 – 0 (dts)     | Gaz Metan Mediaș    |
| Râmnicu Vâlcea         | 0 – 1           | CSM Studențesc Iași |
| Rapid Bucarest         | 0 – 0 (5-4 dcr) | Botoșani            |
| Târgu Mureș            | 4 – 1           | Concordia Chiajna   |
| 24 settembre 2014      |                 |                     |
| Viitorul Axintele      | 0 – 2           | CFR Cluj            |
| Chindia Târgoviște     | 1 – 3           | Brașov              |
| ASC Bacău              | 1 – 5 (dts)     | Ceahlăul            |
| Unirea Jucu            | 0 – 3           | Petrolul Ploiești   |
| Fortuna Brazi          | 2 – 5 (dts)     | Dinamo Bucarest     |
| 25 settembre 2014      |                 |                     |
| Bihor Oradea           | 1 – 1 (4-5 dcr) | U Cluj              |
| AutoCatania Caransebeş | 1 – 2           | FCU Craiova         |
| Săgeata Năvodari       | 0 – 3           | Viitorul Costanza   |
| Mioveni                | 3 – 1           | Astra Giurgiu       |
| Berceni                | 0 – 3           | Steaua Bucarest     |

## Ottavi di finale
| Squadra 1           | Risultato   | Squadra 2         |
| ------------------- | ----------- | ----------------- |
| 28 ottobre 2014     |             |                   |
| Mioveni             | 1 – 0       | Dinamo Bucarest   |
| CSM Studențesc Iași | 0 – 1       | Steaua Bucarest   |
| 29 ottobre 2014     |             |                   |
| Târgu Mureș         | 4 – 0       | Ceahlăul          |
| FCU Craiova         | 2 – 1 (dts) | Viitorul Costanza |
| Brașov              | 1 – 3       | U Cluj            |
| 30 ottobre 2014     |             |                   |
| Oțelul Galați       | 2 – 3 (dts) | Pandurii          |
| Rapid Suceava       | 2 – 3       | Petrolul Ploiești |
| Rapid Bucarest      | 1 – 2       | CFR Cluj          |

## Quarti di finale
| Squadra 1       | Risultato | Squadra 2         |
| --------------- | --------- | ----------------- |
| 2 dicembre 2014 |           |                   |
| Mioveni         | 3–4       | CFR Cluj          |
| 3 dicembre 2014 |           |                   |
| U Cluj          | 1–0       | Pandurii          |
| 4 dicembre 2014 |           |                   |
| FCU Craiova     | 0–1       | Steaua Bucarest   |
| Târgu Mureș     | 0–1       | Petrolul Ploiești |

## Semifinali
| Squadra 1                        | Totale | Squadra 2       | Andata | Ritorno |
| -------------------------------- | ------ | --------------- | ------ | ------- |
| 4-5 marzo 2015 / 1-2 aprile 2015 |        |                 |        |         |
| CFR Cluj                         | 0 – 1  | U Cluj          | 0 - 0  | 0 - 1   |
| Petrolul Ploiești                | 2 – 4  | Steaua Bucarest | 1 - 1  | 1 - 3   |

## Finale
| Arbitro: | Tudor |

|                              |           |  |
| Popa 9’ Rusescu 49’ Popa 53’ | Marcatori |  |